# Joan Francesc Castex-Ey
Joan Francesc Castex-Ey (Perpinyà, Catalunya Nord, 1977) és un escriptor nord-català de poesia, teatre, assajos i novel·la.
Editat sobretot a Perpinyà, també a Girona, Barcelona i París, escriu essencialment en llengua catalana. És doctor en lletres amb una tesi sobre la visió del cosmos en la literatura nordcatalana, i autor d'obres d'investigació en francès i català sobre geopolítica transfronterera entre la Catalunya Nord i el Principat, especialment la demarcació de Girona. És col·laborador de la Gran Enciclopèdia Catalana. Va treballar a la Casa de la Generalitat a Perpinyà.

## Obra
No-ficció
- L'action du gouvernement catalan en Catalogne française (2000/2014) : une politique extérieure du dedans[5][6]
- La Catalogne Nord en quête d'identité amb un pròleg de l'historiador Enric Pujol.[7]

Poesia
Ha publicat cinc poemaris en català (els dos primers han estat traduïts al francès per Cathy Ytak), i un de bilingüe català-francès:
- La sang i la saba (autoeditat, Perpinyà 2008).
- Salvatge (TDO Editions, Perpinyà, 2010), amb un prefaci de Jordi Pere Cerdà.
- La matriu amb un prefaci de Jep Gouzy.[8][9]
- Ruta major_La grande route amb un prefaci de Carles Duarte i Montserrat[10]
- Menudall d'ànima[11]

Narrativa

- Retrat petit de tot i res_Petit portrait de tout et de rien. És un llibre bilingüe fet d'una barreja de narració, assaig i moments poètics. El llibre va ser mereixedor del premi «Méditerranée Roussillon 2017», en la categoria Assaig/Ficció.[12][13]
- El trencament, Edicions Trabucaire, Perpinyà, 2018. Es tracta de la seva primera novel·la.[1] És un relat d'anticipació que succeeix a l’any 2064 en el que barreja acció i reflexió.[14]
- L'infant i la ciutat dels tres portals, un apòleg amb maneres de conte.
- Nosaltres, els Set Homes - Un cant en clarobscur, un conte i un relat poètic publicats el 2023 a Barcelona (edicions Forment).

També ha escrit l'obra de teatre La frescor de les nits (Les Presses littéraires, 2015), la seva primera en català. Va ser duta als escenaris el 2016.